# Ghetto di Tarnów
Il ghetto di Tarnów fu un ghetto ebraico situato nella città di Tarnów, circa 70 km a est di Cracovia. Fu istituito durante la seconda guerra mondiale allo scopo di sfruttare, terrorizzare e perseguitare gli ebrei polacchi locali, nonché come area di smistamento per separare i "lavoratori abili" da coloro che in seguito sarebbero stati giudicati indegni di vivere.

## Storia
L'8 settembre 1939, le forze tedesche occuparono la città di Tarnów. Al loro arrivo, i tedeschi iniziarono immediatamente a catturare gli uomini ebrei in strada, costringendoli ai lavori forzati e confiscando le loro proprietà. Il 9 novembre 1939, le sinagoghe e gli altri luoghi di culto furono dapprima incendiati e poi completamente distrutti. Un mese dopo, il 18 dicembre 1939, agli ebrei di Tarnów fu imposto di consegnare tutti i loro oggetti di valore, come gioielli e valuta estera, e di indossare un simbolo che li identificasse come ebrei, pena la morte.
Il ghetto di Tarnów fu istituito ufficialmente nel marzo 1941. Poco dopo, nel giugno 1941, gli ebrei della zona circostante furono trasferiti a Tarnów, portando la popolazione del ghetto a circa 40 000 persone.

## Persecuzione degli ebrei
La prima azione intrapresa contro gli ebrei avvenne il 9 giugno 1942: furono costretti a presentarsi in piazza Kaplanowka per compilare i moduli di registrazione, furono contrassegnati con "SD" se svolgevano lavori bellici e con "K" in caso contrario. Le persone contrassegnate con "K" sarebbero state deportate poco dopo.
La mattina del 12 giugno 1942, agli uomini delle SS furono distribuite delle razioni di alcolici. Dopo averle consumate, gli uomini delle SS presero delle asce e si recarono verso le abitazioni degli ebrei. Gli ebrei trovati con i documenti contrassegnati con la "K" e quelli sprovvisti di documenti furono portati via o uccisi sul posto. Alcuni furono portati in una foresta vicino al ghetto e fucilati, altri furono portati alla scuola Czacki, rinchiusi in un bagno turco e soffocati dal vapore.
La seconda azione fu intrapresa il 24-25 luglio 1942. Agli ebrei fu ordinato di uscire dalle loro case e di camminare a piedi nudi fino alla piazza del mercato, mentre venivano frustati e spinti con i calci dei fucili dai nazisti. Tutti i bambini presenti in queste case furono condotti in un capanno vicino e uccisi a colpi d'arma da fuoco. Alcuni degli ebrei idonei al lavoro furono prelevati per essere sottoposti ai lavori forzati, mentre gli altri furono deportati nel campo di sterminio di Belzec. Questa operazione fu anche conosciuta come Kinderaktion a causa del gran numero di bambini uccisi durante questo evento.
Nell'ottobre 1942, il ghetto di Tarnów fu diviso in due sezioni: il ghetto A fu trasformato in un campo di lavoro forzato, suddiviso in una zona maschile e una femminile; il ghetto B era destinato agli ebrei che non lavoravano o che avevano famiglie numerose. Una volta assegnato a una determinata sezione, l'ebreo non poteva più cambiarla.
Una volta che gli ebrei del ghetto A furono deportati per il lavoro, agli ebrei del ghetto B fu ordinato di presentarsi in Magdeburger Platz dove furono confiscati tutti i loro oggetti di valore. Fu quindi ordinato loro di inginocchiarsi davanti agli ufficiali della Gestapo mentre venivano controllati i loro documenti. A metà giornata, 2 500 ebrei furono allineati e costretti a marciare verso la stazione dove furono caricati sui vagoni merci. Il treno si fermò una volta alla stazione di Rzeszów per caricare altri ebrei e proseguire verso la destinazione finale di Belzec. Alcuni ebrei selezionati riuscirono a passare attraverso le prese d'aria e saltare fuori dal vagone per tentare di tornare al ghetto di Tarnów.
Nel gennaio 1943, ai 9 000 ebrei rimasti nel ghetto di Tarnów fu ordinato di custodire le proprietà abbandonate dagli ebrei deportati e di sorvegliare la forza lavoro ebraica.
A metà agosto 1943 fu annunciato che il ghetto di Tarnów sarebbe stato liquidato all'inizio del mese seguente. Alla fine di agosto furono confermati i piani per lo smantellamento definitivo. 300 ebrei (200 uomini e 100 donne) sarebbero rimasti sul posto per ripulire il ghetto. 6 000 ebrei furono trasportati a Birkenau per un "trattamento speciale", mentre i restanti 2 000 furono trasferiti a Plaszow. Il 3 settembre 1943, le SS e altre forze circondarono il ghetto di Tarnów. Gli ebrei furono condotti in Magdeburger Platz. Alcuni ebrei del ghetto A furono selezionati per essere trasferiti al campo di Plaszow per svolgere lavori forzati, mentre gli altri furono rinchiusi nel complesso della fabbrica Singer. Molti non furono deportati immediatamente. Nel pomeriggio, gli ebrei di Magdeburger Platz furono condotti alla stazione ferroviaria per essere caricati sui vagoni merci. In ogni vagone furono stipati 160 ebrei e le prese d'aria furono chiuse con assi di legno inchiodate. Numerosi ebrei morirono durante il viaggio a causa della mancanza di ventilazione.
Il 18 gennaio 1945 l'esercito sovietico entrò nella città di Tarnów, ponendo fine all'occupazione nazista della città.